# Olof Norling
Erik Olof Norling, född 18 maj 1896 i Söderhamn, död 24 september 1960 i Sollefteå, var en svensk postmästare.

## Biografi
Norling, som var son till handlaren Arvid Norling och Charlotta Blombergsson, avlade realexamen i Söderhamn 1912, blev extra postexpeditör i mellersta distriktet 1914, postexpeditör i Storvik 1918, postassistent i Söderhamn 1925, förste postassistent i Piteå 1936, postmästare i Älvsbyn 1942, i Lycksele 1944 och i Sollefteå 1952. Han var ordförande i Norrbottens läns sektion av Posttjänstemännens förening 1942–1944 och i Västerbottens läns sektion av nämnda förening 1947–1950.

### Familj
Norling gifte sig 1930 med Bojan Green. De fick två barn, däribland författaren och feministen Barbro Werkmäster. Han var dotterson till målaren Albert Blombergsson.